# Ульфхейдинн (конунг Гардарики)
Ульфхейдинн (Úlfheðinn) Верный или заслуживающий доверия— легендарный правитель какой-то части Руссии (Гардарики), именуемой в саге Risaland. Согласно Пряди о Торстейне Силе Дома (Мощь Хуторов) Годмунд, правитель Гласисвеллира (Янтарной равнины), сообщает, что его владения, являются частью «той страны, которая носит название Рисаланд», а сам он сын короля. Далее Годмунд сообщает о своём отце: «Земля, что лежит дальше, называется Йотунхейм. Там правит конунг, которого зовут Гейррёд. Он обложил нас данью. Моего отца звали Ульвхедин Верный. Он также звался Годмундом, как и все остальные, кто живёт в Глэсисвеллире. Мой отец отправился в Гейррёдаргард отдать конунгу свою подать, и в той поездке он умер. Конунг послал мне приглашение, чтобы я справил тризну по своему отцу и принял такие же звания, что были у моего отца, но всё же не нравится нам прислуживать ётунам.»